# Pennithera
Pennithera är ett släkte av fjärilar som beskrevs av Jaan Viidalepp 1980. Pennithera ingår i familjen mätare.

## Dottertaxa tillPennitherai  urval, alfabetisk ordning
- Pennithera abolla (Inoue, 1943)
- Pennithera comis (Butler, 1879)
- Pennithera distractata (Sterneck, 1928)
- Pennithera djakonovi (Kurentzov, 1950)
- Pennithera firmata (Hübner, 1822), Brunbandad fältmätare
- Pennithera lugubris Inoue, 1986
- Pennithera manifesta Inoue, 1986
- Pennithera subalpina Inoue, 1986
- Pennithera subcomis Inoue, 1978
- Pennithera ulicata (Rambur, 1834)

## Bildgalleri

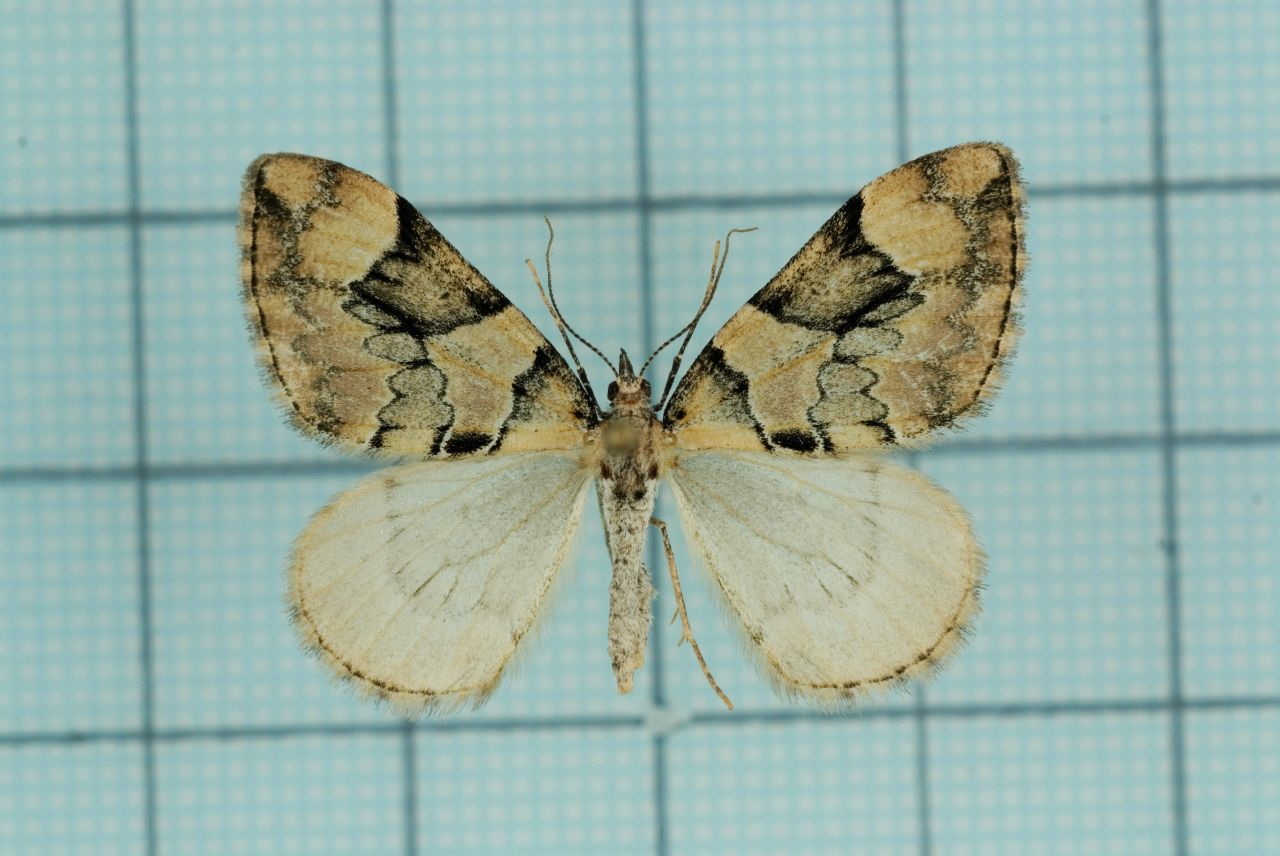